# فیلیپ دیجن
فیلیپ دیجن (انگلیسی: Philipp Degen؛ زادهٔ ۱۵ فوریهٔ ۱۹۸۳) یک بازیکن فوتبال اهل سوئیس است.
وی همچنین در تیم ملی فوتبال سوئیس بازی کرده‌است.